# Paris-Roubaix 1993
La 91e édition de la course cycliste Paris-Roubaix a lieu le 11 avril 1993. Elle est remportée par le Français Gilbert Duclos-Lassalle pour la deuxième année d'affilée. Il conclut l'épreuve de 267,5 km en battant au sprint l'Italien Franco Ballerini.

## Participants[1]
On note l'absence de Maurizio Fondriest, auteur d'un excellent début de saison et vainqueur de Milan-San Remo et de l'ancien double vainqueur Marc Madiot, victime d'une fracture au coccyx à la suite d'une chute aux Trois jours de La Panne. Les équipes des meilleurs coureurs mondiaux (Miguel Indurain, Gianni Bugno, Claudio Chiapucci, Alex Zülle, Eric Breukink, Tony Rominger) renoncent à participer, ce qui incite le directeur de la course, Jean-Marie Leblanc, à adresser une lettre qu'il rend publique à Jose-Miguel Echevarri, directeur sportif de l'équipe Banesto d'Indurain.

## Récit de la course[1]
La course s'engage mal pour le tenant du titre Gilbert Duclos-Lassalle qui crève sur le premier secteur pavé à Troisville et chute en se relançant. Attendu par ses coéquipiers Capelle, Gouvenou, Lemarchand et Casado, il réintègre le peloton au ravitaillement de Solesmes.
La course est alors menées par un groupe de 13 coureurs dont plusieurs membres de l'équipe GB-MG : Ballerini, Museeuw (vainqueur du Tour des Flandres), Cipollini (vainqueur de Gand-Wevelgem). On y trouve également Ludwig, Van der Poel, Marie ou encore Nelissen. La domination des GB-MG, qui roulent pour Ballerini (Museeuw marque Ludwig et Cipollini mène le train dans la tranchée d'Arenberg avant d'être éliminé sur crevaison sur le chemin des Abattoirs) nuit à l'entente du groupe, ce qui permet à Duclos-Lassalle d'effectuer la jonction au 185e km en compagnie de plusieurs coureurs dont Tchmil, Van Itterbeeck, Van Hooydonck et Nijdam.
Après une tentative de Van der Poel et Frison vers le Carrefour de l'Arbre, c'est Ballerini qui s'extraie en force à la sortie de Cysoing, immédiatement suivi par Duclos-Lassalle. L'Italien assure la majeure partie des relais sur les 25 derniers kilomètres, le Français faisant sa part sans zèle.
Sur le vélodrome, il laisse le Transalpin mener le premier tour, le déborde à l'amorce du dernier virage et vient le sauter sur la ligne. Ballerini laisse exprimer sa joie en levant les bras et entreprend même un tour d'honneur avant que le verdict de la photo-finish ne déclare Duclos-Lassalle vainqueur pour 8 cm,.
Ballerini annonce à l'arrivée aux journalistes italiens qu'il ne retrouvera jamais une occasion pareille et ajoute précipitamment qu'il ne reviendra jamais sur l'épreuve. L'histoire le fera mentir puisqu'il s'imposera en 1995 et 1998.

## Classement
| #  | Coureur                 | Équipe                    |    | Temps           |
| -- | ----------------------- | ------------------------- | -- | --------------- |
| 1  | Gilbert Duclos-Lassalle | Gan                       | en | 6 h 25 min 20 s |
| 2  | Franco Ballerini        | GB-MG Maglificio          | +  | 0 s             |
| 3  | Olaf Ludwig             | Telekom-Merckx            |    | 2 min 09 s      |
| 4  | Johan Museeuw           | GB-MG Maglificio          |    | 2 min 09 s      |
| 5  | Adrie van der Poel      | Motorola Cycling Team     |    | 2 min 09 s      |
| 6  | Edwig Van Hooydonck     | Wordperfect-Colnago-Decca |    | 2 min 09 s      |
| 7  | Marc Sergeant           | Novemail-Histor           |    | 2 min 09 s      |
| 8  | Sean Yates              | Motorola Cycling Team     |    | 2 min 09 s      |
| 9  | Benjamin Van Itterbeeck | Collstrop-Assur Carpets   |    | 2 min 09 s      |
| 10 | Wilfried Nelissen       | Novemail-Histor           |    | 3 min 50 s      |